# Ronald Maul
Ronald Maul (* 13. Februar 1973 in Jena) ist ein ehemaliger deutscher Fußballspieler und heutiger -funktionär.

## Karriere

### Vereinsfußball
Maul begann beim SV Gleistal mit dem Fußballspielen. Über den FC Carl Zeiss Jena kam er als 17-Jähriger zum VfL Osnabrück. 1995 wechselte er zu Arminia Bielefeld. Mit den Ostwestfalen stieg er bereits ein Jahr später in die Fußball-Bundesliga auf. In der Saison 1997/98 stieg er mit Bielefeld aus der Bundesliga ab. In der anschließenden Zweitligasaison gelang der sofortige Wiederaufstieg. Insgesamt bestritt Maul für Bielefeld 73 Spiele in der 1. Bundesliga und 58 Spiele in der 2. Bundesliga. Er erzielte fünf Erstliga- und vier Zweitligatore.
Zur Saison 2000/01 ging er zum Hamburger SV, wo er sich jedoch nicht durchsetzen konnte und lediglich drei Bundesligaspiele absolvierte. Er verließ den Verein bereits nach einem Jahr und wechselte innerhalb der Liga zum F.C. Hansa Rostock. Für die Hanseaten absolvierte er 102 Spiele in der 1. Bundesliga. Am Ende der Saison 2004/05 stieg Maul mit der Mannschaft in die 2. Bundesliga ab. Nachdem Frank Pagelsdorf im August 2005 neuer Trainer wurde, hatte Maul in Rostock keine Zukunft mehr. Er kam auf lediglich elf Zweitligaeinsätze, und sein Vertrag wurde im Sommer 2006 nicht mehr verlängert.
Auf der Suche nach einem neuen Verein hielt er sich zunächst beim FC St. Pauli fit, unterschrieb dann jedoch am 24. Oktober 2006 einen Vertrag beim Zweitligisten FC Carl Zeiss Jena. Dieser wurde auf eigenen Wunsch im August 2007 wieder aufgelöst. Für ein halbes Jahr blieb Maul ohne Verein, bevor er sich im Januar 2008 dem Regionalligisten Rot Weiss Ahlen anschloss. Mit Ahlen gelang ihm am Saisonende 2007/08 der Aufstieg in die 2. Bundesliga. Am 11. September 2009 absolvierte er sein letztes Spiel für die Ahlener, weil er danach mit einer langwierigen Beckenverletzung ausfiel. Am 5. Februar 2010 gab er deswegen sein Karriereende bekannt.

### Nationalmannschaft
1999 spielte Maul, der im April 1989 zu einem Einsatz in der U-16-Auswahl der DDR kam, zweimal für die deutsche Fußballnationalmannschaft beim FIFA-Konföderationen-Pokal 1999 in Mexiko. Bei der 0:4-Niederlage am 24. Juli gegen Brasilien und beim 0:2 gegen die USA wurde er jeweils 15 Minuten vor Spielende eingewechselt. Beim einzigen Erfolg in Mexiko, dem 2:0 gegen Neuseeland am 2. Spieltag der Gruppe B, wurde Maul nicht eingesetzt.

## Laufbahn als Fußballfunktionär
Ab dem 8. Februar 2010 war Maul als Manager bei Rot Weiss Ahlen tätig. Nach der Insolvenz von Ahlen im Juni 2011 und dem damit verbundenen Abstieg in die NRW-Liga verzichtete der Verein auf einen Manager, was die Beurlaubung Mauls zur Folge hatte. 
In der Saison 2010/11 spielte Maul stand-by-mäßig bei Eintracht Osnabrück in der Kreisliga. Nachdem er einen Fernlehrgang im Bereich Sportmanagement absolviert hatte, wurde Maul im August 2011 in den Aufsichtsrat des Westfalenligisten FC Gütersloh 2000 berufen. Im November desselben Jahres wurde er darüber hinaus zum Sportlichen Leiter ernannt. Diese Tätigkeit wurde im Juni 2013 beendet.
Im Juni 2017 wurde Maul zum Geschäftsführer des SV Meppen berufen. 2023 beendete er sein Engagement in Meppen und wechselte zum VfL Osnabrück, wo er Tätigkeiten in der Verwaltung des Nachwuchsleistungszentrums sowie als Koordinator der Kooperation im Frauenfußball übernahm. Die Tätigkeit endete zum Ende der Spielzeit 2024/25.
Zum 1. Juli 2025 wurde er als neuer Vorstandsvorsitzender von Hansa Rostock vorgestellt.